# Street of Dreams (låt av Guns N' Roses)
"Street Of Dreams", även känd som "The Blues", är en låt av det amerikanska rockbandet Guns N' Roses. Låten är spår 4 på albumet Chinese Democracy från 2008, släpptes som singel 14 mars 2009, och är 4 minuter och 46 sekunder lång. Den är skriven av Axl Rose, Tommy Stinson och Dizzy Reed.